# ギニア

ギニア共和国
République de Guinée

国の標語：Travail, Justice, Solidarité
（フランス語: 労働、正義、連帯）
国歌：Liberté（フランス語）
自由

ギニア共和国（ギニアきょうわこく）、通称ギニアは、西アフリカにある共和制国家。北にセネガル、北西にギニアビサウ、北東にマリ、南にシエラレオネ、リベリア、南東にコートジボワールと国境を接し、西は大西洋に面する。首都はコナクリである。
旧フランス植民地帝国の中でも、1958年に他の植民地に先駆けて国民投票で独立した国家の一つ。

## 国名
正式名称はフランス語でRépublique de Guinée（レピュブリク・ドゥ・ギネ）。通称はGuinée（ギネ）。
公式の英語表記はRepublic of Guinea（リパブリック・オブ・ギニー）。通称はGuinea（ギニー）。
日本語の表記はギニア共和国で、通称はギニア。1958年、フランス領西アフリカからの独立時には現在と同じ国名であったが、1978年には当時のセク・トゥーレ政権によって「ギニア人民革命共和国（フランス語: République Populaire Révolutionnaire de Guinée）」と改称した。その後、1984年にトゥーレが死去してランサナ・コンテ政権になると、ギニア共和国という国名を復活させた。
「ギニア」の国名の由来には諸説ある。赤道ギニアやギニアビサウ、パプアニューギニアとは、それぞれ別の国である。これらを区別するため、首都の名を冠して「ギニア・コナクリ」と呼ばれることも多い。

## 歴史

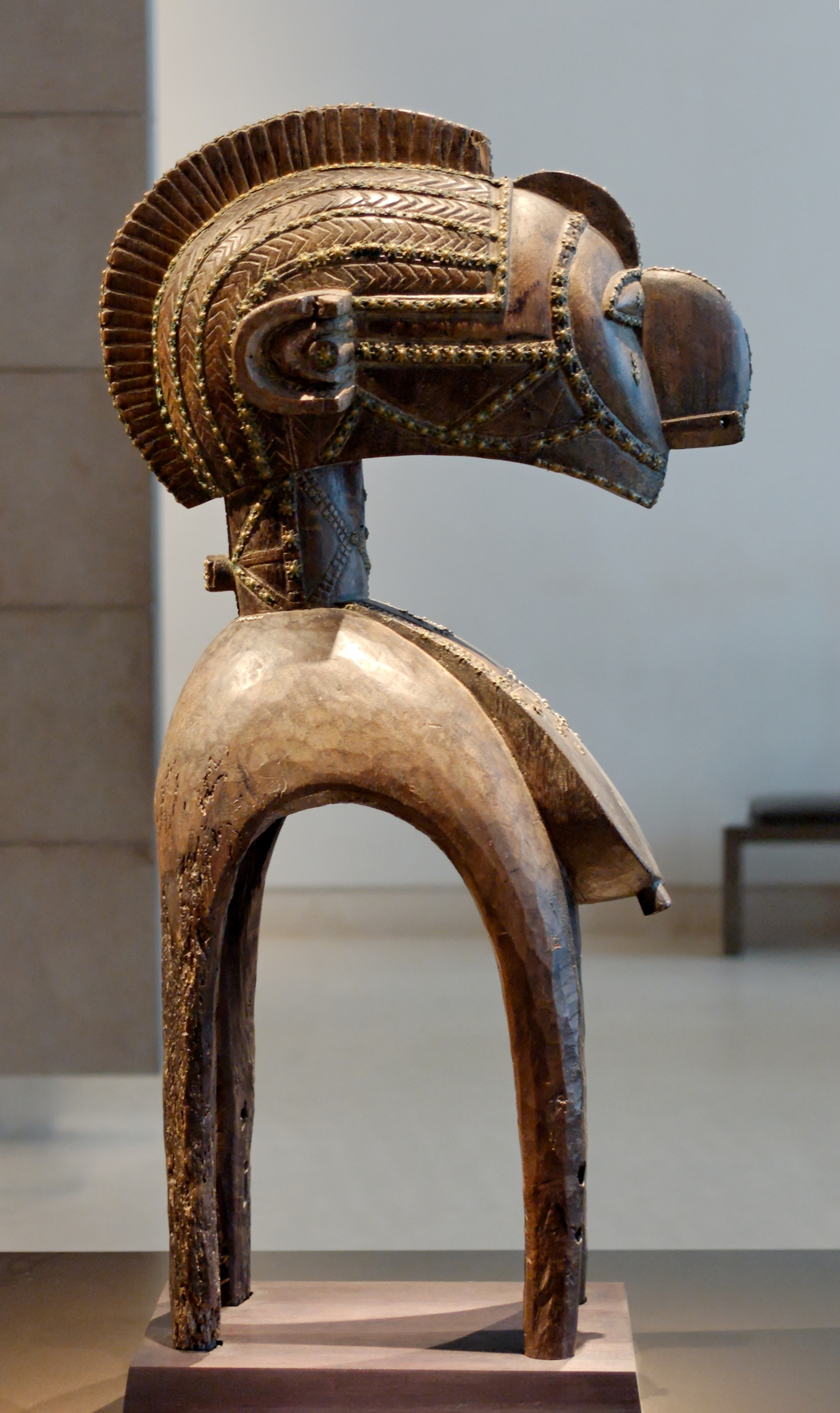
ニンバのマスク

12世紀にガーナ王国が滅ぼされると、スースー族は反イスラムのスースー王国を興して、ベルベル人によるイスラム国家であるムラービト朝に対抗した。
大航海時代の16世紀初頭、ヨーロッパ人が海岸部に到達し、奴隷貿易を行なった。18世紀に入るとフラニ人の聖戦の波がこの地方に押し寄せ、1725年にはフータ・ジャロンのen:Timboを王都とするフータ・ジャロン王国が興った。上ギニアでは1878年、サモリ・トゥーレがen:Bissanduguを王都とするジュラ族のサモリ帝国を興した。一方、海岸部では19世紀に入るとフランスが勢力を拡大し、1890年にコナクリを首都とする植民地フランス領ギニア（Guinée française）が建設され、ノエル・バレイが初代総督に就任した。フランスは内陸部の諸王国へと侵攻し、1896年にはフータ・ジャロンを屈服させ、1898年にはサモリ帝国を滅ぼしてギニア全域に支配権を確立した。
内陸部の開発のため、1913年にはコナクリからカンカンまでの鉄道が建設された。1946年には他のフランス領西アフリカ諸国と同様に限定的な選挙権を獲得した。以後の選挙ではアフリカ民主連合に属するギニア民主党（PDG）が勝利し続け、1952年にはセク・トゥーレが同党の書記長に就任した。

### 独立・トゥーレ政権
1958年に行われた国民投票でギニアは、フランス共同体内の自治共和国となることを拒否したため、セク・トゥーレ大統領の下でギニア共和国として完全独立することとなった。しかしフランスはこれを受けてフランス人の全職員・技術者および施設を即座に引き揚げたためギニアの行政機能は麻痺し、また両国間の関係は悪化の一途をたどって1965年には国交断絶となった。この状況を打開するためトゥーレは社会主義施策を敷き、政敵および人権論者の抑圧を行った。また、1958年には同じく先進諸国からの自立を志向するガーナとアフリカ諸国連合を結成している。1970年11月22日、ギニアビサウ独立戦争の中で、隣接するポルトガル領ギニアの独立運動を支援していたトゥーレ政権を打倒するためにポルトガル軍が侵入して緑海作戦が行われたが、目的であったアミルカル・カブラルの殺害やトゥーレ政権の打倒は失敗した。この事件の後、トゥーレ政権の独裁化はさらに進行し、アフリカ統一機構初代事務総長だったディアロ・テリなど多くの人々が殺害された。こうした暴政や経済混乱を逃れるため、当時のギニア人口500万人のうち、200万人が難民となってセネガルやコートジボワールなど近隣諸国に脱出したといわれている。

### コンテ政権
1984年3月26日にトゥーレが死亡すると、ルイス・ランサナ・ベアボギが暫定大統領となったもののわずか一週間後の4月3日には無血クーデターが起き、ランサナ・コンテ大佐が政権を掌握した。コンテはトゥーレの政治路線を大きく改め、国際通貨基金や世界銀行などの国際機関からの支援を得つつ、旧社会主義体制から自由主義体制への移行を推進した。1990年代に入ると民主化運動が盛んとなり、複数政党制が導入され、1993年に初の大統領選挙が行われた後、1998年、2003年に大統領選が行われたが、いずれもコンテが当選している。しかしその選挙結果や、2001年の国民投票で大統領任期を5年から7年に延長するなど独裁色を強めたコンテの政治手法については多くの議論が交わされている。
2007年1月には、コンテ政権下における政治腐敗の横行や物価上昇・財政悪化に抗議し、大統領辞任と首相ポストの新設を要求する労働組合によりゼネストが発生。首都で発生したデモでは市民と治安部隊、警察の間で衝突が発生し、数十人もの死者、200人以上の負傷者が生じた。ストライキは18日間にも及び、コンテ大統領と組合間で合意が結ばれ終結が見られたものの治安は悪化。2月には、大統領が国家非常事態を宣言、戒厳令を敷いた。その後も不安定な政情が続き、クーデター発生の可能性も出ていた。
首相の任命をめぐるギニア政府と労組の立場は対立していたが、近隣諸国及び西アフリカ諸国経済共同体 (ECOWAS) 仲裁ミッションの働きかけもあり、2月23日に戒厳令は解除され、労組は同27日よりゼネストを中断することを発表。3月2日までに労組及び市民団体により推薦される首相候補の中から新首相を任命することが合意され、アフメド・ティジャンヌ・スアレが新首相に就任した。

### カマラ大尉時代

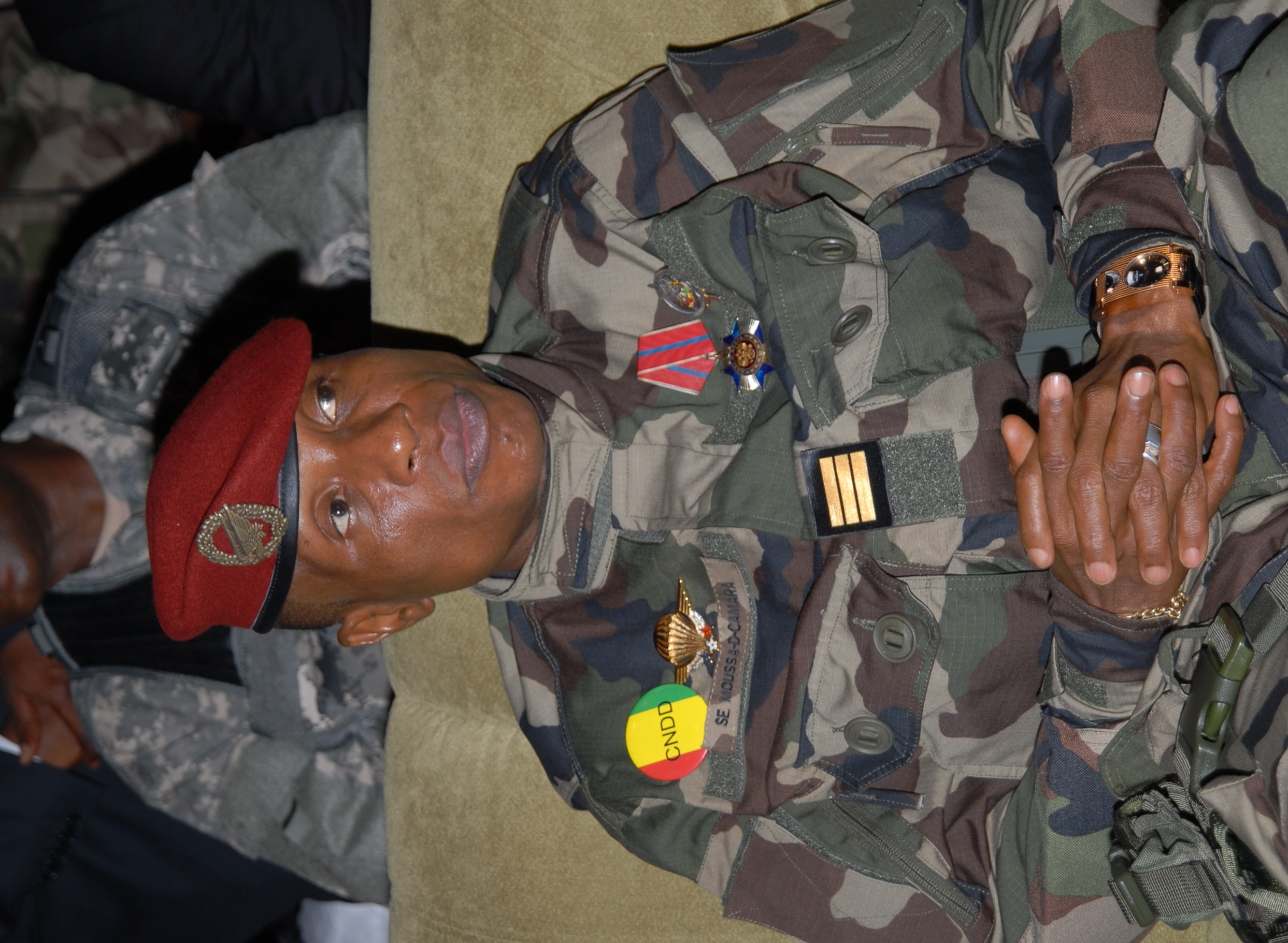
第3代大統領ムサ・ダディス・カマラ。

2008年12月22日、コンテ大統領が死去し、国民議会のアブバカル・ソンパレ下院議長が大統領代行に就任したと報じられたが、翌12月23日、軍の一部勢力がクーデターを起こし、士官ら数千人の兵士がコナクリの国営テレビ局を占拠。陸軍・燃料補給部隊長のムーサ・ダディ・カマラ大尉は憲法停止や政府各機関の解散、軍人や文民から構成する評議機関「民主主義発展国家評議会」（National Council for Democracy and Development）の設置を宣言。政府側による目立った抵抗はなく、コナクリを制圧した。ただギニア陸軍軍参謀総長は「クーデターに参加したのは兵士の一部」と語り、コナクリ近郊の軍駐屯地で反乱軍と政府軍の代表が交渉を行っていると説明。カマラ大尉もフランスのテレビ局に「軍内部で多数派ではない」と語り、軍として憲法に基づく権力移譲を支持していることを明らかにした。一方スアレ首相はフランスのラジオ局に「政府は今も実権を握っている」と述べ、クーデターは成功しなかったと強調、軍関係者らに事態の沈静化を求めた。
24日、カマラ大尉は「今後2年間、陸軍が暫定的に権力を保持し、2010年12月に自由で公正な選挙を実施する。権力を握り続ける意図はない」との声明を発表。地元記者らに対し、自らが「暫定政府大統領として指名された」と宣言した。カマラ大尉と「民主主義発展国家評議会」の勢力は同日、コナクリ市内をパレード。手を振って市民に呼び掛けたところ、数千人の市民から歓迎の声が上がった。また「民主主義発展国家評議会」は同日、国内全域に夜間外出禁止令を敷いた。スアレ首相は24日未明に「政府は今も実権を握っている」と重ねて表明したが、その後身の安全のため所在を明らかにせず、首相に連絡が取れない事態になるなど混乱した。
しかし翌25日、カマラ大尉の求めに応じたスアレ首相と閣僚ら約30人はコナクリ近郊の陸軍基地に投降し、基地内でカマラ大尉と面会。スアレ首相らは同グループへの降伏の意思を伝え、カマラ大尉の新政権を正統な政権と認めると述べた。地元ラジオ局はスアレ首相がカマラ大尉を「大統領」と呼び「我々はあなたに従います」と述べた肉声を伝えた。スアレ首相は記者会見でも同様の意思を示し、カマラ大尉の実権掌握と暫定大統領就任が確定した。カマラ大尉はスアレ首相と閣僚らに身の安全を約束した上で、「国を内戦に引き込む武力衝突を避けられるようにして欲しい」と述べ、スアレ首相に無血クーデター成功への協力と新政権を支援するよう促した。暫定大統領に就任したカマラは2009年中に選挙を行うと公表。カマラ自身が選挙出馬を表明した。
2009年9月28日、9月28日スタジアムで大規模抗議集会が起きたものの軍が発砲し、87人以上が死亡した（en:2009 Guinea protest）。12月3日に側近のアブバカール・ディアキテ中尉による暗殺未遂事件でカマラ暫定大統領は頭を撃たれ重症を負う。同日に暫定大統領に就任した防衛大臣のセクバ・コナテ大将が大統領選挙実施を引き継ぎ、2010年6月27日に投票が行われた。

### コンデ政権
2010年11月7日大統領選挙の決選投票が行われた。独立国家選挙管理委員会は野党指導者であるアルファ・コンデが得票率52.52%で、セル・ダーレン・ディアロ元首相の得票率は47.48%であったと発表。この結果に不満を持ったディアロ支持派が暴動を起こし、一時は非常事態宣言が発出されたものの、同年12月21日にコンデが大統領に就任した。
2011年7月19日、コナクリ市キペ地区にあるコンデ大統領の私邸が軍人の集団により襲撃される事件が発生した。
2014年2月には南部で正体不明の病気が発生し、3月22日にはこの病気がエボラ出血熱であることが確認された。さらに同月には隣国リベリアおよびシエラレオネへの感染の拡大が確認され、2014年8月13日、コンデ大統領は公衆衛生上の非常事態宣言を出した。エボラ流行によってギニア経済は打撃を受けたが、やがて流行は終息していき、2015年12月29日には世界保健機関（WHO）がギニアでのエボラ流行の終息を宣言した。
2015年の大統領選挙ではコンデ大統領が再選されたものの、対立候補支持者との間で再び衝突が起き、敗れたディアロ元首相らは不正選挙を訴えた。
2021年9月5日朝に軍の特殊部隊が大統領官邸に侵入してコンデ大統領を拘束し、国家和解発展委員会を名乗って政権を掌握するクーデターが発生。憲法の停止や政府の解散を発表した。そして、首謀したママディ・ドゥンブヤ大佐が10月1日、軍事政権の暫定大統領に就任した。

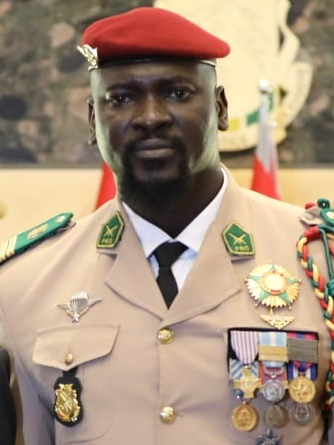
ママディ・ドゥンブヤ暫定大統領

### ドゥンブヤ暫定政権
ドゥンブヤ暫定大統領率いる暫定政権は、民主的選挙に向けた政権移行のロードマップを示すよう要求する西アフリカ諸国経済共同体（ECOWAS)に対し、当初民政移行期間を39ヶ月とすると発表したが、1年半程度を要求していたECOWASはこれに反発、ギニアのECOWAS資格停止、暫定政権閣僚の国外渡航禁止を含む制裁を発動した。その後の交渉により移行期間は2023年年明けを起点に24ヶ月と合意された。

## 政治

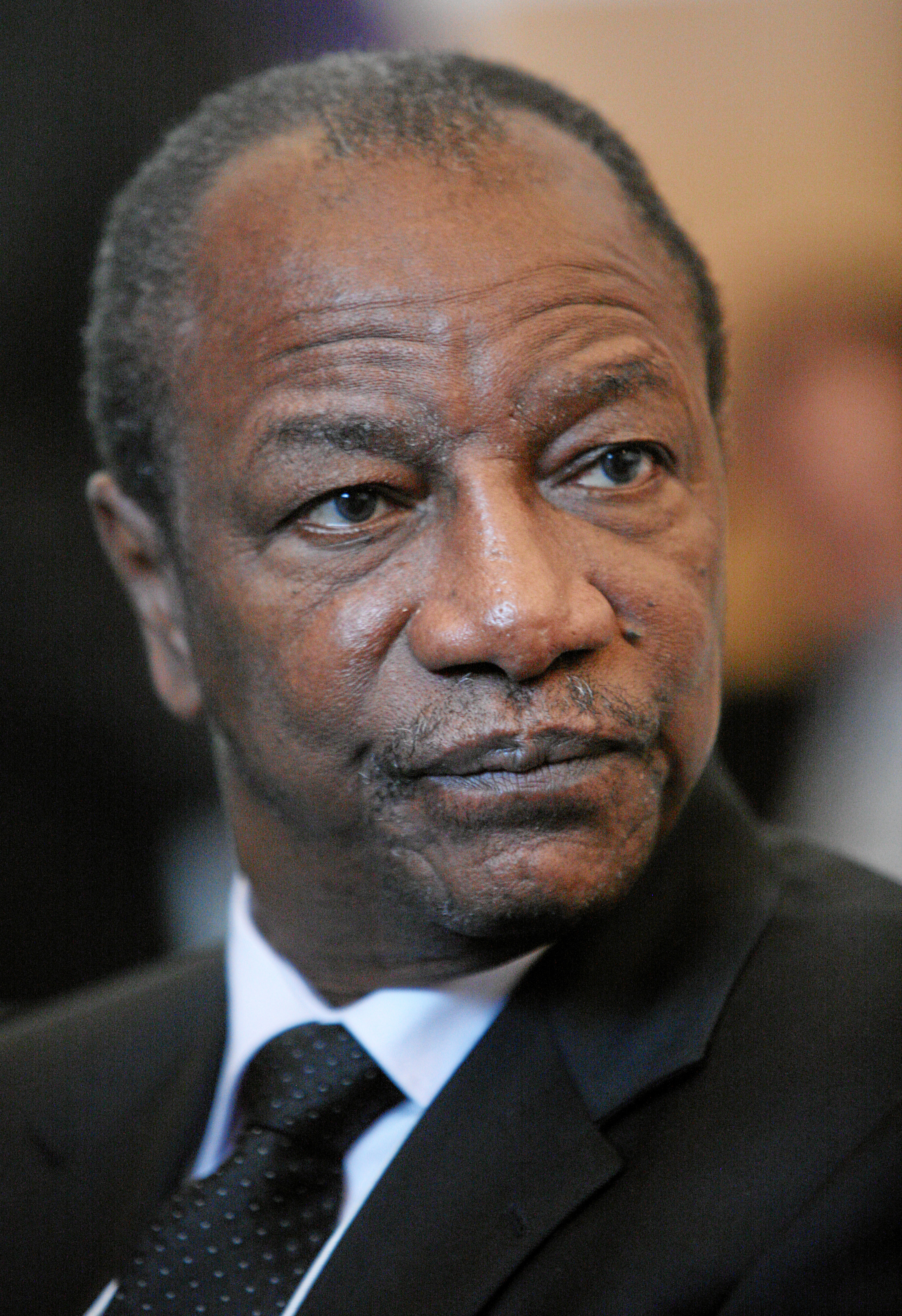
第4代大統領アルファ・コンデ

ギニアは、立憲共和制国家である。最新の現行憲法は2020年3月22日に国民投票で承認され4月7日に公布されたものであるが、2021年9月5日に発生した軍事クーデターで権力を掌握した軍事政権により憲法は停止されている。
国家元首でもある大統領は国民の直接選挙により選出され、任期は5年。再選制限は無い。首相と、内閣に相当する閣僚評議会 (Conseil de Ministres)のメンバーは大統領により任命されるが、閣僚人事案は首相が推薦する。
議会は一院制の国民議会（Assemblée Nationale）。定数114議席。議員は国民の直接選挙で選出され、任期は5年。国民議会は2007年に任期を終えたのち2008年末にクーデター政権により解散され、2010年に設立された国家暫定評議会（CNT）が暫定の立法機関となっていたが、2013年に選挙が実施された。
主要政党には、コンデ大統領が党首であるギニア人民連合（RPG）を中心に結成された「虹同盟」（Alliance Arc-en-ciel）が与党連合を形成している。主要野党としては、大統領選の対立候補だったセル・ダーレン・ディアロが党首であるギニア民主勢力連合（UFDG）などがある。ギニアは政治に民族対立が持ち込まれる傾向があり、マリンケ人であるコンデ大統領とプル人であるディアロ党首はそれぞれの民族からの支持を集めていて、これが大統領選挙での騒乱の要因となっている。
最高司法機関は最高裁判所（Cour Suprême）である。

## 国際関係
旧宗主国でもあるフランスとの関係が深いが、必ずしも全期間において友好的であったわけではない。1958年の独立時、フランス内の自治共和国として半独立する提案を拒否して即時完全独立を行ったため、両国間の関係は悪化し、1965年には完全に断交した。その後、徐々に関係改善が進み、1975年には両国間の関係は回復した。トゥーレ時代前半は西側諸国との関係が悪化しており、ソビエト連邦や中華人民共和国との関係が深かったものの、経済の悪化とともに徐々に西側との関係が改善され、コンテ政権時には自由主義経済の導入によりその関係はさらに深まった。

### 日本との関係
- 在留日本人数 - 55人（2021年10月時点）[3]
- 在日ギニア人数 - 469人（2021年12月時点）[3]

### 駐日ギニア大使館
- 住所：東京都渋谷区鉢山町12-9
- アクセス：東急東横線代官山駅正面口

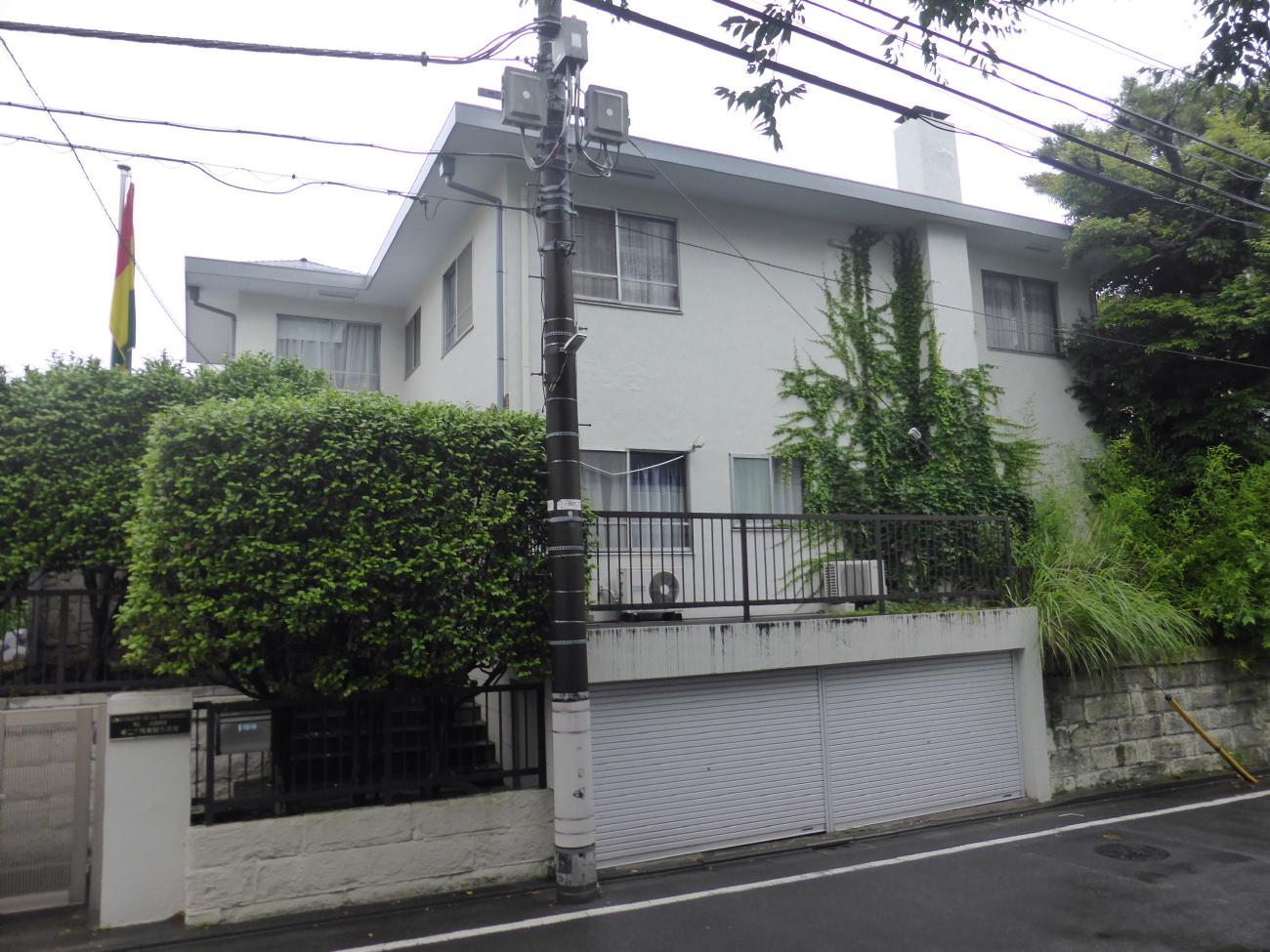
ギニア大使館全景
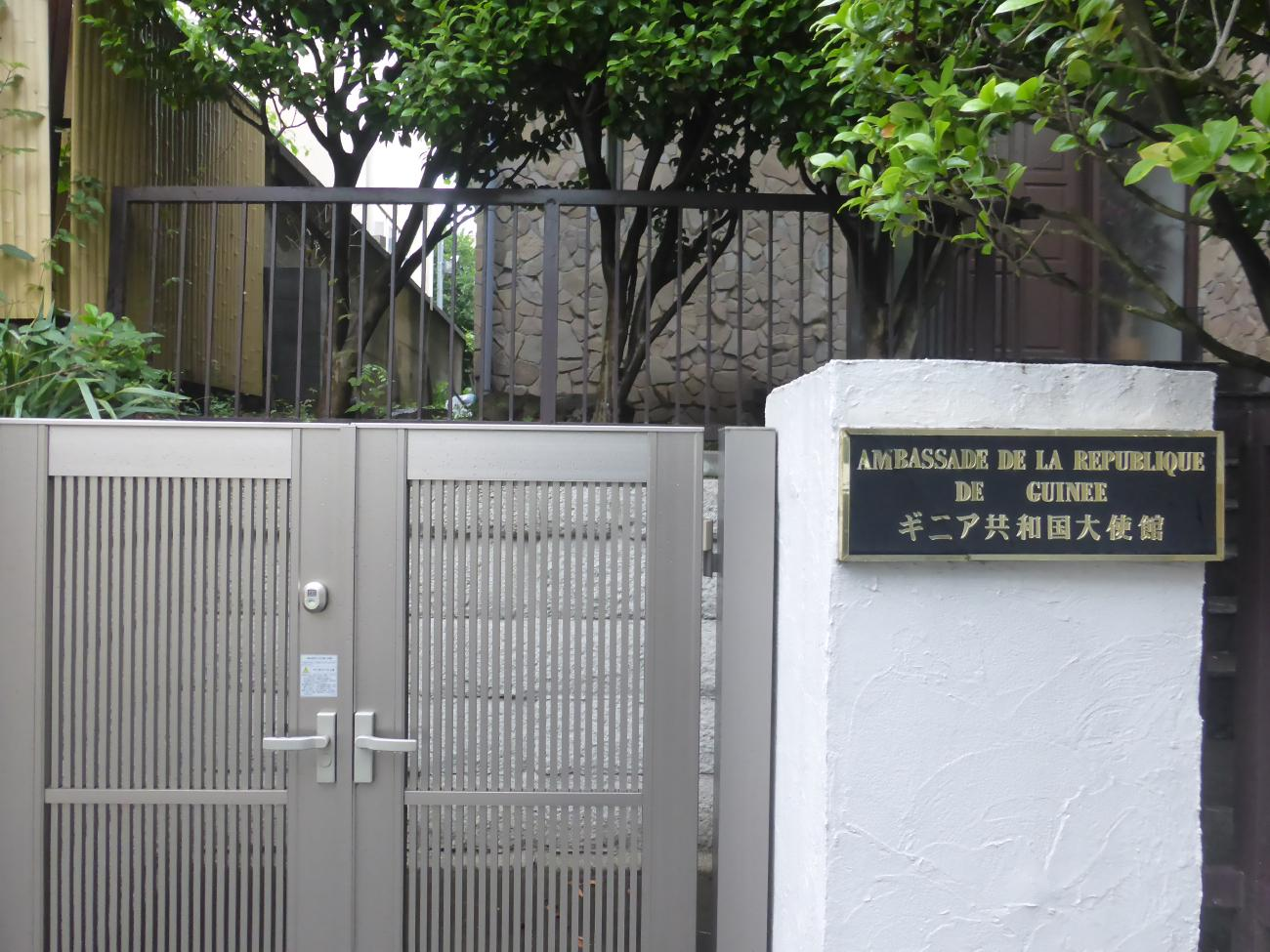
ギニア大使館表札

## 地理

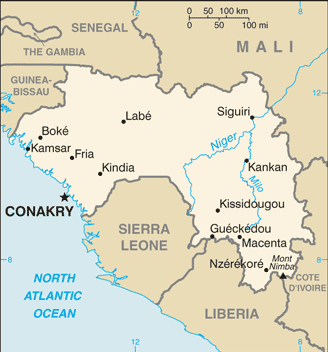
ギニアの地図

ギニアのケッペン気候区分図

ギニアは地理的には沿岸ギニア・中部ギニア・上ギニア・森林ギニアの4つの区分からなる。この区分は州の境界と大まかには対応しているものの、完全に州境と対応しているわけではない。
沿岸ギニアは首都のコナクリのほか、キンディア州全域とボケ州海岸部を含む。この地域の海岸部はマングローブ林に覆われ、海岸線から離れると森林とサバンナが交互に広がる平野となっている。沿岸ギニアの年間降水量は年間3000mmを越え、非常に高温多湿である。コナクリの沖合にはロス諸島が浮かんでいる。海岸平野から内陸に入るに従い降水量は減じていき、標高は高くないが分水嶺をなすフータ・ジャロン山地が広がる。フータ・ジャロン山地はほぼそのまま中部ギニア地域と対応しており、ボケ州内陸部やラベ州、マムー州が含まれる。この山地は降水量が2000mmから1500mm程度とやや少ないこともあって森林は形成されず、草原が広がる。またこの山地はニジェール川やセネガル川、ガンビア川など多くの河川の源流がある。フータ・ジャロンを越えると上ギニアと呼ばれる地域となる。ファラナ州の大部分とカンカン州全域が含まれるこの地域はギニアで最も降水量が少ない地域であるが、それでもおおよそ1000mm以上の降水量はあり、サバンナが広がる。南端のンゼレコレ州付近は森林ギニアと呼ばれ、リベリアやシエラレオネ付近の気候の影響を受けるため再び高温多湿となり、リベリアやコートジボワールとの国境にある最高峰のニンバ山付近には熱帯雨林が広がる。
気候区分は沿岸ギニアと森林ギニア西部が熱帯モンスーン気候（Am）、中部ギニアと上ギニア、森林ギニア東部がサバナ気候（As）である。

## 地方行政区分

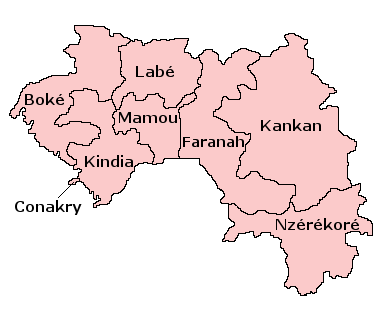
ギニアの州

ギニアの地方行政は8州で構成される。コナクリ州を除く7州はさらに計33県に分かれている。

### 主要都市
最大都市は首都のコナクリである。コナクリは港湾都市であり、人口は166万人（2014年）に達する。このほかの主要都市としては、森林ギニアの農産物集散地であるンゼレコレ、かつて鉄道の終点であった上ギニアの中心都市であるカンカン、ボーキサイト鉱山のある鉱山町であるキンディア、ボーキサイト鉱山と輸出港の中間にある同地域の中心都市であるボケ、金山を擁するシギリなどがある。

## 経済

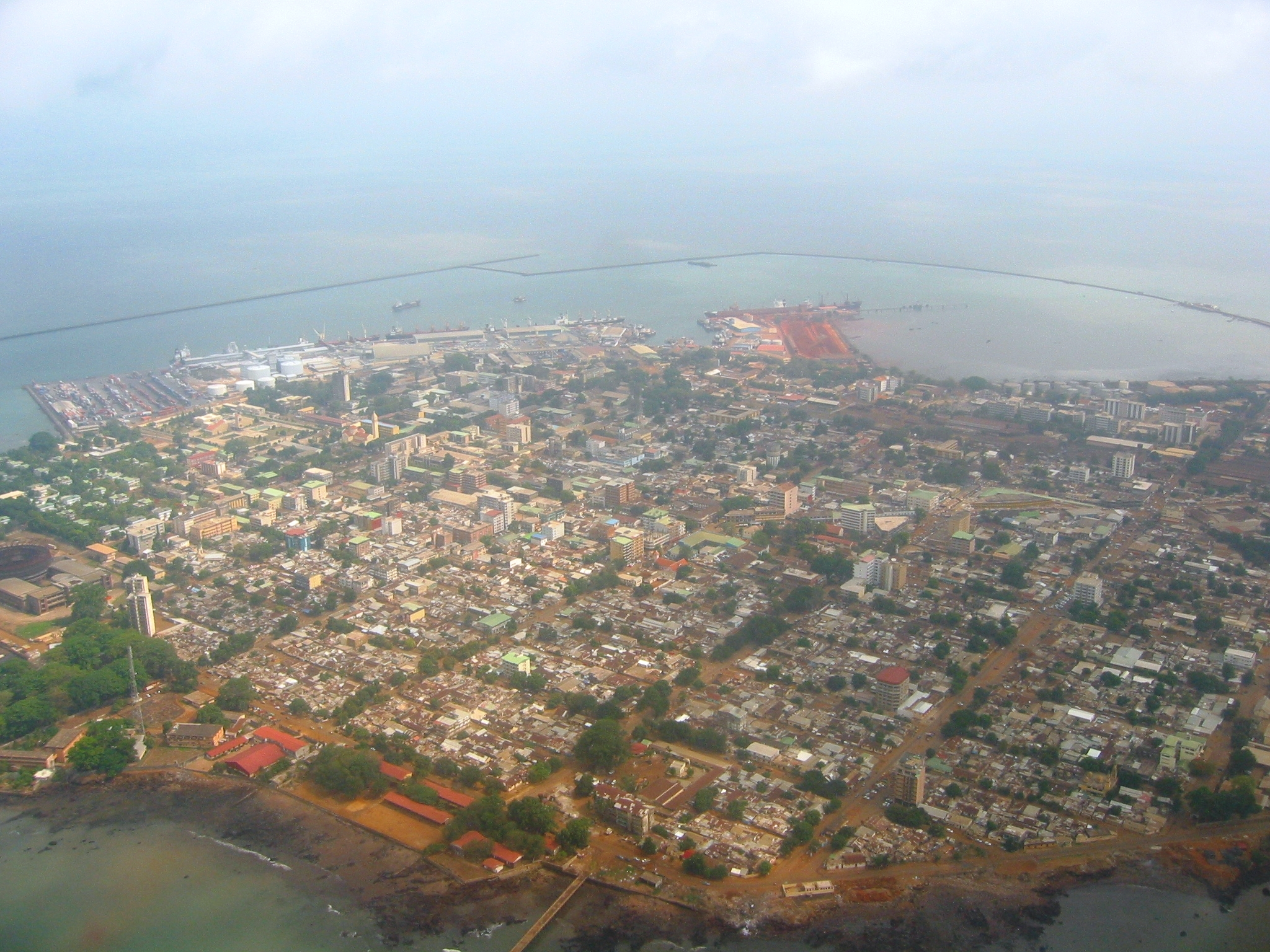
首都コナクリの街並み

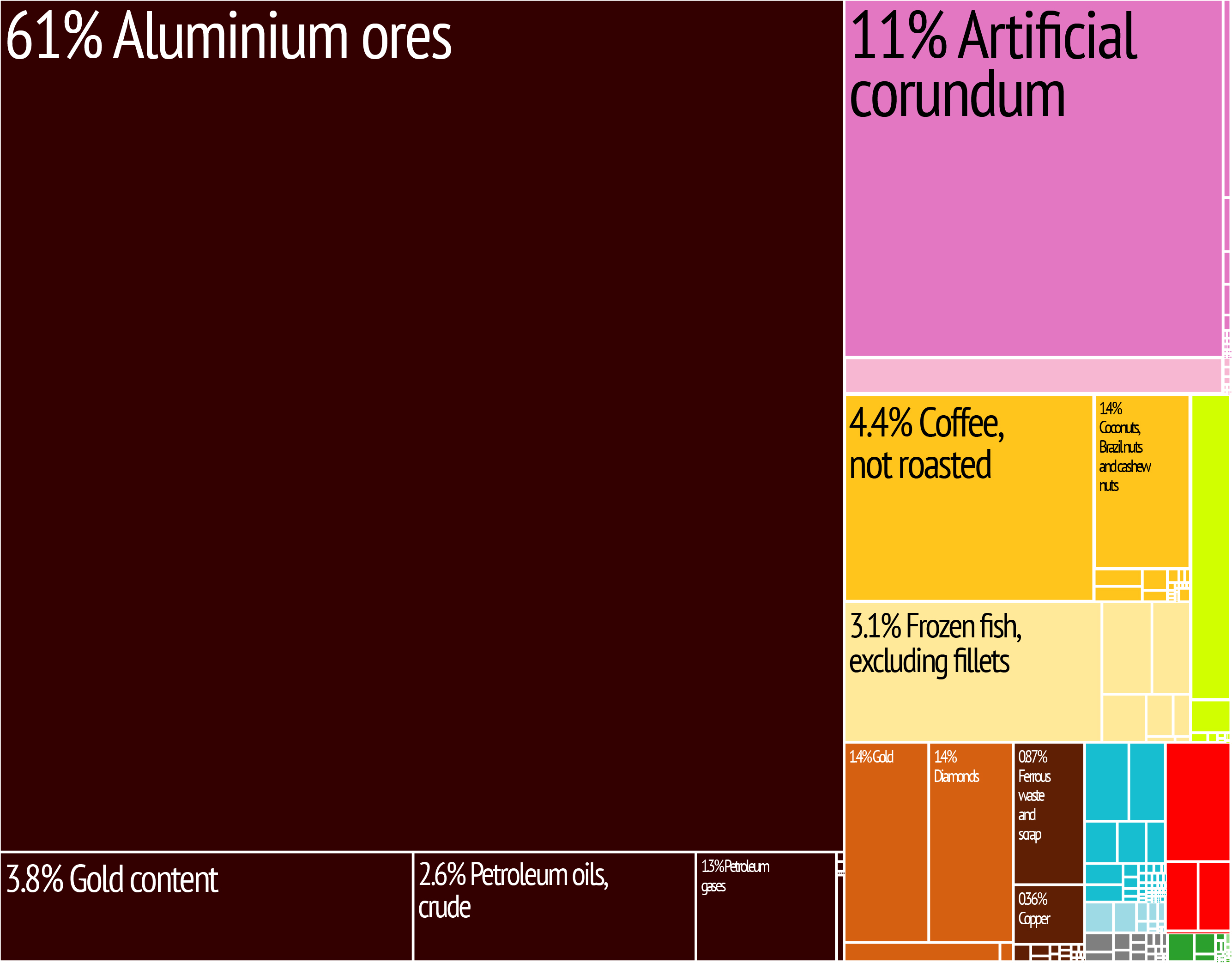
色と面積で示したギニアの輸出品目

ギニアは後発開発途上国の一つであり、経済開発は非常に遅れている。国民総所得は1人あたり930ドル（2021年）に過ぎない。通貨はギニア・フランである。

### 農業
労働人口の74.8%（2012年）が農業に従事する。農業は自給農業が主であり、稲（米）やキャッサバ、フォニオを主に栽培しているが、主食である米の輸入が総輸入の10.7%（2015年）を占め、機械や石油に次いで第3位の輸入品となっているように食糧自給ができていない状況である。
独立時には、バナナをはじめとしてコーヒー、ピーナッツ、パーム油などの農作物が主要輸出物であったが独立後すぐに鉱物輸出が主体となり、1978年には農産物輸出の割合はごくわずかなものとなっていた。これは、主にトゥーレ政権時の農業政策の失敗に主因があるとされている。この時期に行われた農産物の価格統制と農業の集団化は農民の生産意欲を減退させ、バナナ、コーヒー、パイナップル、パーム油の生産は1980年代半ばにはほぼ壊滅しており、農民は輸出農業から自給農業へと回帰してしまった。その後も農業生産は低調な状態が続いている。
農法や作物は地域差が大きく、各地区で特徴のある農法が行われている。海岸平野においては、伝統農法によってマングローブ地帯の干拓が積極的に行われ、水田稲作とフォニオ栽培を中心とした穀物栽培が広まっている。フータ・ジャロン山地においては谷間でフォニオ栽培が行われているものの、高原上ではプル（フラニ）人によってウシの飼育が行われており、国内牧畜の中心地となっている。ンゼレコレ州周辺の森林ギニアにおいては天水による陸稲農業が盛んであり、かつてはコーヒー栽培も行われていた。上ギニアではトウモロコシやソルガム、ラッカセイが主に栽培され、牧畜も行われている。
森林が広がっているため林業は可能性があるが、搬出経路の問題によって開発は進んでいない。漁業も沿岸で小規模に行われているに過ぎない。

### 鉱業
ギニアの最大の輸出品は、全世界の約3分の1の埋蔵量を誇るボーキサイトであり、世界5位の生産量と2015年の輸出の36.6%を占め、ギニアの経済を支えている。ギニアのボーキサイト鉱山はいずれも海岸部寄りの丘陵地帯に存在し、北からサンガレディにあるボケ鉱山、フリア鉱山、キンディア鉱山の3つの大鉱山が存在する。フリア鉱山はフランス資本によって1950年代からの開発され、ボケ・キンディア両鉱山は1970年代に開発が始まった。サンガレディ鉱山からの鉱石はカムサル港から、フリアおよびキンディア鉱山からの鉱石はコナクリ港から輸出される。ギニア経済のもう一つの柱はシギリ周辺で産出する金であり、2015年には総輸出の40.1%を占めて第1位の輸出品となった。このほかには、ダイヤモンドも産出する。
ニンバ山にはリベリアから続く鉄鉱石の鉱床が存在するが、開発は進んでいない。同じくギニア東南部のシマンドゥも未開発鉱山としては世界最大級の鉄鉱石埋蔵量と推計されており、リオ・ティントや中華人民共和国企業が開発を目指している。
2021年、シンガポールや中国などの企業が参加するコンソーシアムがダピロン港とサントウ鉱床間を結ぶ鉄道を完成させた。

## ギャラリー

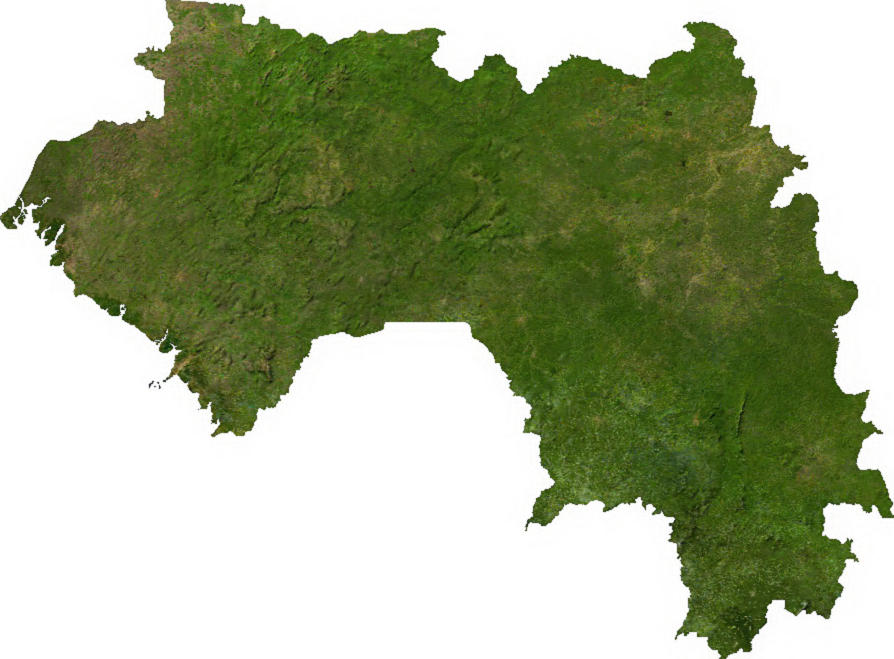
atlas Guinea
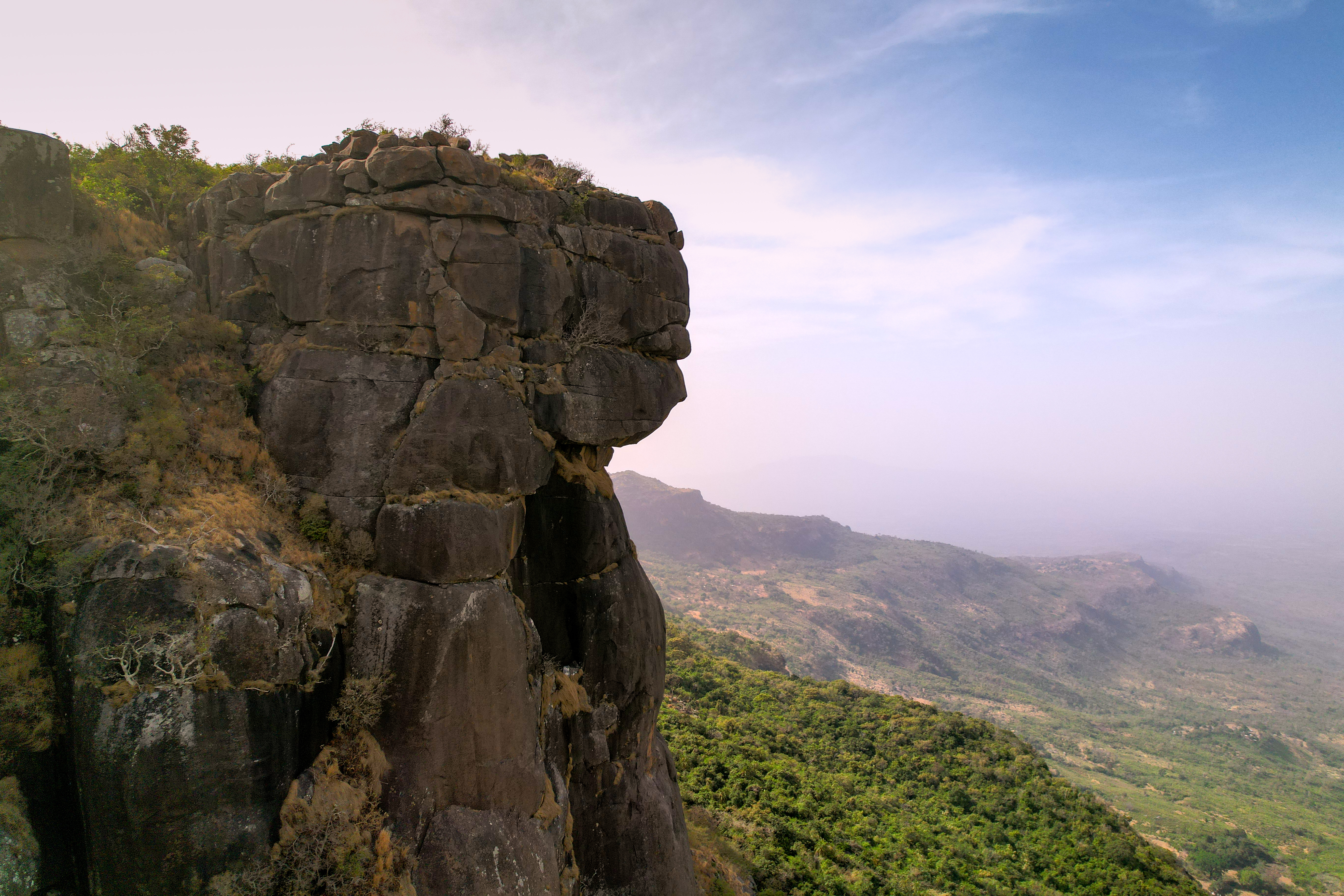
Dame de Mali
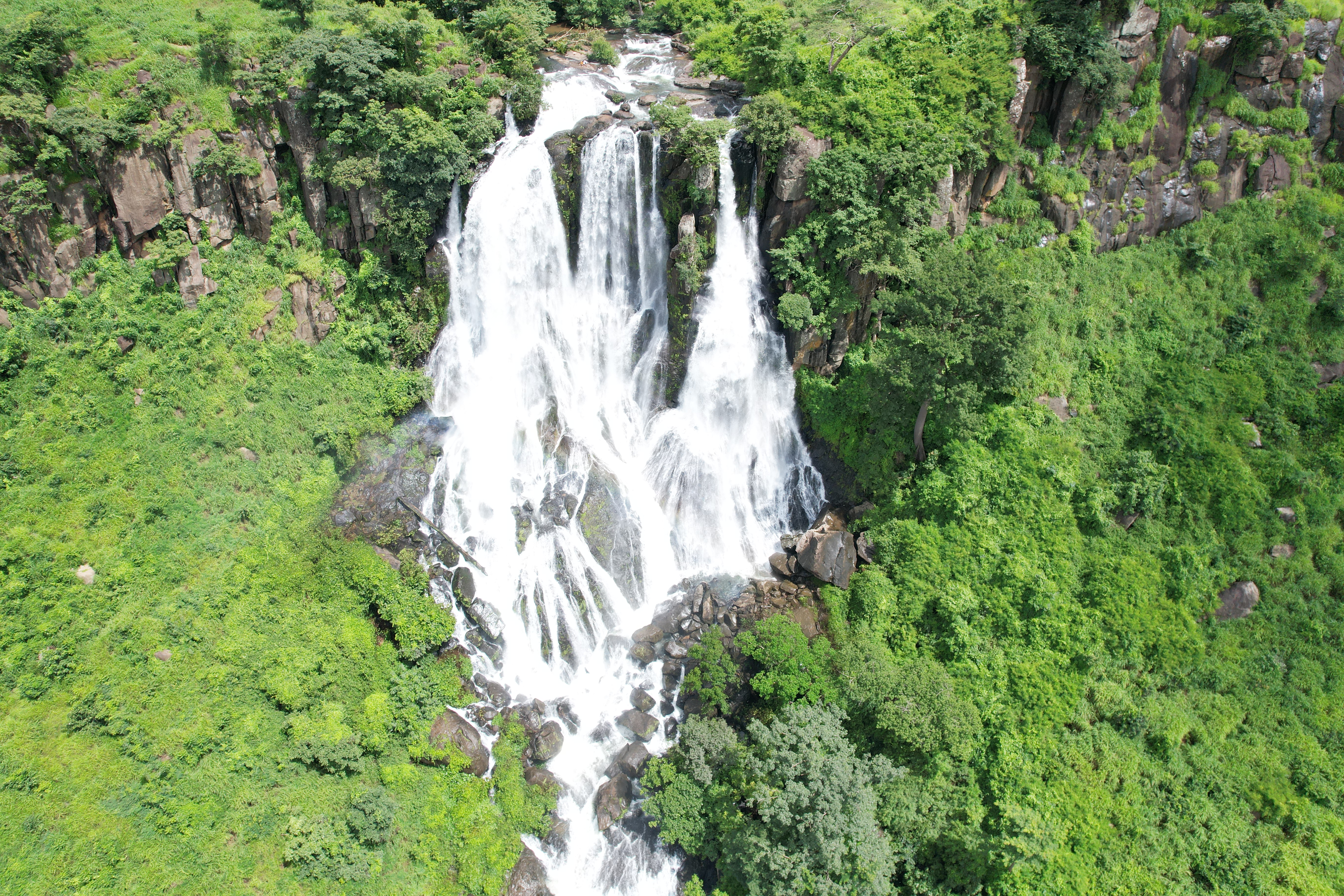
Chute de Tabouna à Kindia
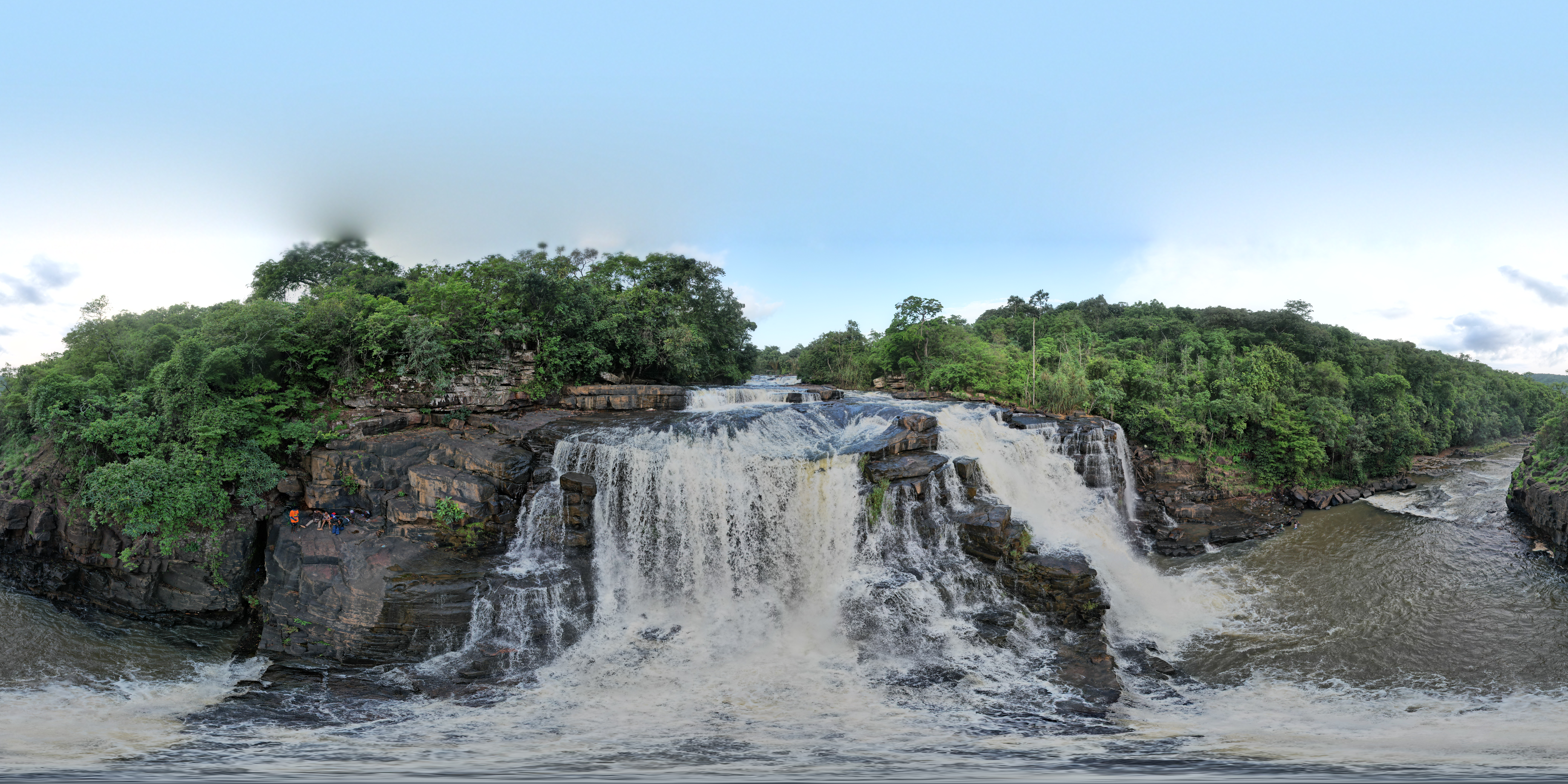
Chute de Saala Labé
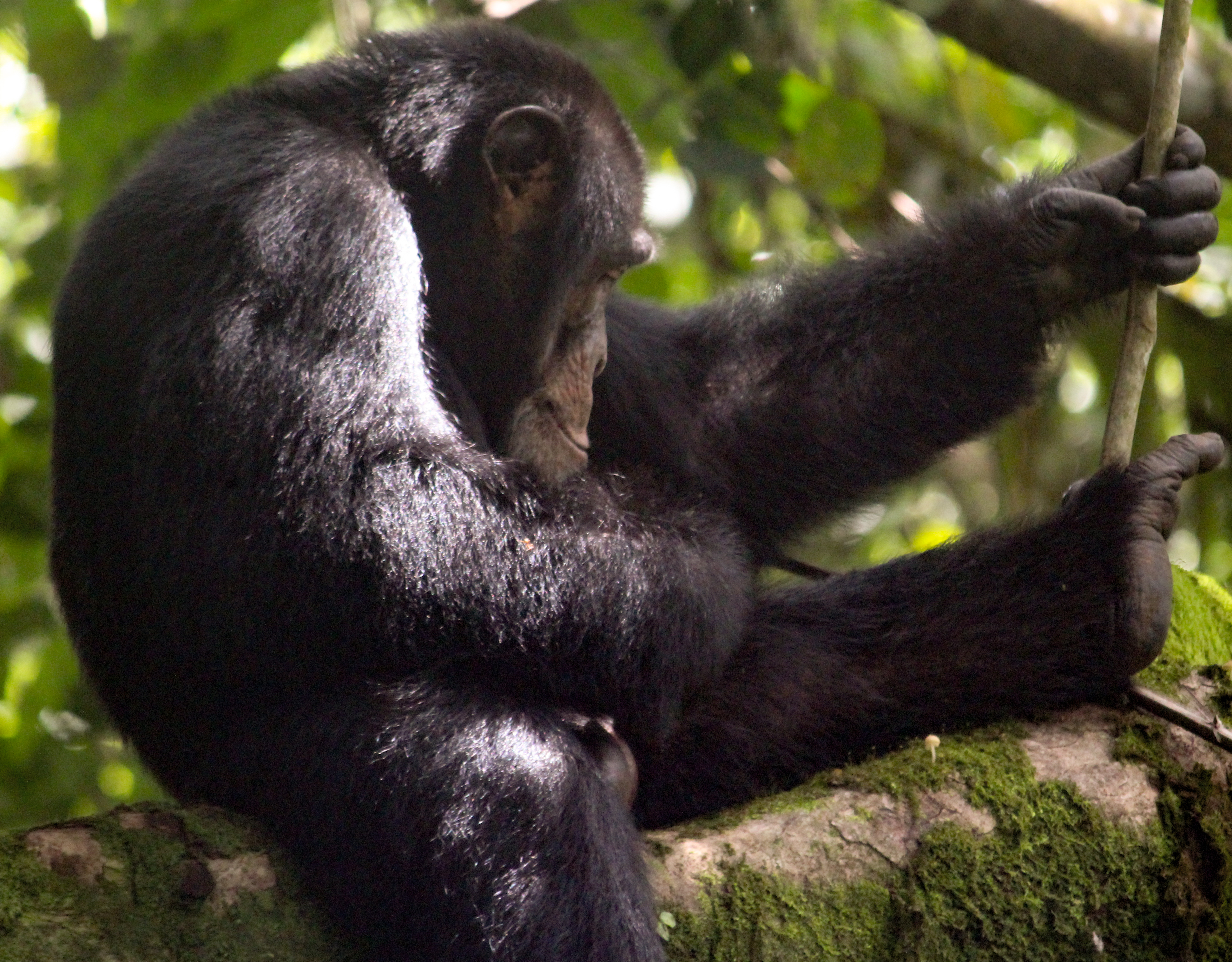
Chimpanzé de Bossou
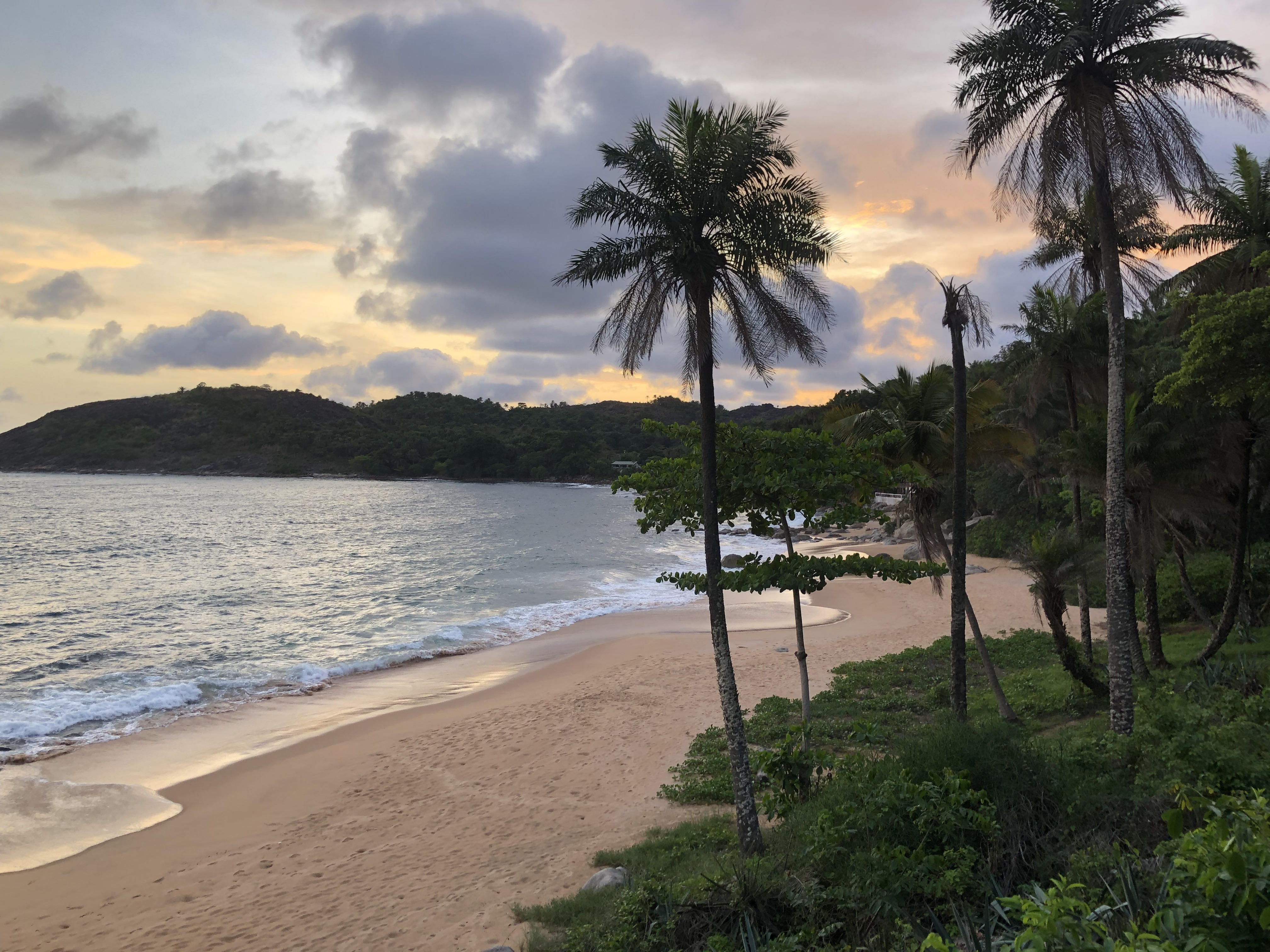
Plage sur les Ile de Loos

## 交通
ギニア国内には、サンガレディからボケを通りカムサル港までを結ぶボケ鉄道をはじめフリア鉱山とキンディア鉱山もコナクリ港までボーキサイト輸送用鉄道を運行しており、三大鉱山がすべておのおのの鉱山鉄道を所持している。コナクリからの古い鉄道は、1913年にキンディアやマムーを通ってカンカンまで開通したものの、老朽化が進み長く運行されていない。
コナクリにあるコナクリ国際空港からは、近隣諸国に国際線が就航している。主要港はコナクリ港とカムサル港であり、いずれもボーキサイトの輸出を柱としている。

## 国民

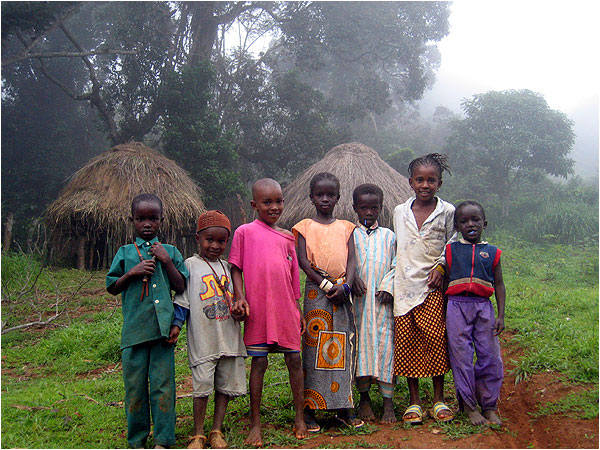
ギニアの子供たち

### 人口
ギニアの人口は急増を続けており、1963年に335万人だった人口は1986年には622万人、2017年には1271万人にまで増加した。

### 民族
住民は、主に海岸部に居住するスースー族（12.2%、2000年）、フータ・ジャロン山地に居住するフラニ族（38.3%、2000年）、内陸のサバンナ地帯に居住するマリンケ族（25.6%、2000年）の3民族が中心的である。この3大民族は政治的に対立しており、政情不安の原因の一つとなっている。サバンナ地帯は上記の三大民族が多数を占めているが、南部内陸の熱帯雨林地帯では一民族が多数を占めることはなく、キッシ族などいくつかの民族が居住している。

### 言語
言語はフランス語が公用語だが、日常生活では各民族ごとの言語を用いている。
- フラニ語
  - Pular語（英語版） （プール語）
- マンディング諸語
  - マニンカ語 （マリンケ語）
    - ンコ語
- スースー語 （スス語）
- キッシ語（英語版） （キシ語）
- クペレ語
- トマ語（英語版） (Toma language) （ロマ語）
- バサリ語（英語版）
- コニアギ語（英語版） (Konyagi language)

### 宗教
宗教は2005年データでイスラム教が85%、キリスト教が8%、現地宗教が7%である。

### 婚姻
一夫多妻制は一般的には法律で禁止されているが、例外が存在する。ユニセフは、15〜49歳のギニア人女性の53.4％が一夫多妻結婚をしていると報告している。

### 教育
教育制度は小学校6年、中学校4年、高校3年、大学4年であり、義務教育は小学校6年間である。教授言語はフランス語である。識字率は非常に低く、2015年には30.5%にすぎなかった。

## 治安
ギニアの治安は、危険な状況に陥っている。ギニアの治安・市民保護省によれば、スリや置引きといった軽度の犯罪の増加と共に、強盗や殺人といった重大な犯罪も報告されている。
中でも、一般人が軍人になりすまして強盗を行なう事案が多く報告されている。首都のコナクリ市内においてはほぼ全域で犯罪が発生しているが、特にコナクリの中心部でもあるラトマやマトトの両地区では、強盗・殺人などの凶悪犯罪が発生している。
最も狙われやすいのは裕福なギニア人であり、次いでギニア経済に深く浸透しているレバノン人と言われているが、ギニア駐在の外交団・国際機関及び外資系企業関係者や日本人に対する被害も少なからず報告されている。

## 文化

### 食文化
ギニア国内で最も一般的な主食は米である。さらにキャッサバも広く消費されている。

### 音楽
ギニアを含む西アフリカ地域で用いられる打楽器ジャンベが有名。ジャンベを世界的に普及させたママディ・ケイタはギニア出身である。彼が1994年鹿児島県三島村を訪問したことをきっかけに同村ではアジア初のジャンベスクールが開設された。

### 世界遺産
ニンバ山厳正自然保護区が唯一の世界遺産となっている。

### 祝祭日
| 日付 | 日本語表記 | 現地語表記 | 備考 |
| ---- | ---------- | ---------- | ---- |

### スポーツ
サッカー
ギニア国内でも他のアフリカ諸国同様に、サッカーが圧倒的に1番人気のスポーツとなっている。1965年にはプロサッカーリーグのギニア・シャンピオナ・ナシオナルが創設された。
ギニアサッカー連盟によって構成されるサッカーギニア代表は、これまでFIFAワールドカップには未出場であり、1966年イングランド大会では棄権し、2002年日韓大会ではギニア政府が代表チームに介入したとして失格となっている。しかしアフリカネイションズカップにはこれまで13度出場しており、1976年大会では準優勝の成績を収めるなどしている。
ギニア人の著名な選手としてはナビ・ケイタやセール・ギラシなどがいる。
オリンピック
ギニアはオリンピックには1968年メキシコシティ大会で初出場し、1980年モスクワ大会以降は連続して出場し続けているものの、メダル獲得経験はない。

## 著名な出身者
- オスマン・サンコン - タレント、著作家
- ママディ・ケイタ - ジャンベ奏者
- イスマエル・バングラ - 元サッカー選手
- ケヴィン・コンスタン - 元サッカー選手
- フロランタン・ポグバ - サッカー選手（ポール・ポグバの実兄）
- ナビ・ケイタ - サッカー選手（リヴァプールFC所属）